# 標本空間
標本空間（ひょうほんくうかん、英: sample space）は、確率論にて、試行結果全体の集合のことである。確率空間を定義する上で最初に必要な定義である。
標本空間はふつう Ω で表す。全事象という意味では U（Universe の頭文字）で表すことも多い。

標本空間の元を標本点ともいう。標本空間の大きさ（元の個数）が有限で特に等確率空間の場合、確率は標本空間の全ての部分集合に対してラプラスの古典的確率（数学的確率）で定義される。
標本空間の大きさが無限だと非等確率空間になり、可算個であるか否かにより可算型と連続型に分けられる。
アンドレイ・コルモゴロフは『確率論の基礎概念』（1933年）で公理的確率論を提唱した。これにより確率を非等確率空間に対しても定義できるようになり、確率測度の概念が導入されるようになった。
コルモゴロフの拡張定理より、可算回の反復試行へも確率が拡張できるための必要十分条件は、確率測度が完全加法性を満たすことである。
測度論により、標本空間の部分集合で確率をもつものには可測であることが必要になる。標本空間の部分集合のうち確率をもつものを事象、事象空間をふつう {\displaystyle {\mathcal {F}}\subset 2^{\Omega }} で表す。{\displaystyle {\mathcal {F}}} は Ω の完全加法族である。
これ以上分解できない事象を根元事象または単純事象 (elementary event / simple event) という。注意したいのは、根元事象は標本空間の1点を表す集合であり、元ではない。1点を表す集合か元であるかはそれぞれ「根元事象」「標本点」で区別される（例えば、サイコロを振ったとき、根元事象は {1}, …, {6}）
標本空間が非可算集合の場合、ほとんど全ての確率変数値の確率は 0 になり、確率質量関数で確率分布を表せない。累積分布関数が絶対連続の場合、確率は確率密度関数により表される：
{\displaystyle \Pr[a\leq X\leq b]=\int _{a}^{b}f_{X}(x)\,dx}
標本調査において、母集団から任意抽出された元の集合を「標本」と言うが、それと「標本空間」は意味が異なる。母集団から抽出した標本という意味では S（Sample の頭文字）で表すことも多い。

## 確率の定義
確率は、標本空間の大きさがどれだけかにより定義の仕方が異なる。

### 標本空間が有限集合
根元事象の確率がどれも等しい等確率空間か否かに分けられる。前者の場合、根元事象は「同様に確からしい」(equally likely) と言い、ラプラスの古典的確率（数学的確率、理論的確率）で定義される:346–347：
P(事象) ≔ 事象の大きさ/標本空間の大きさ
標本空間が有限集合の場合、試行の根元事象が「同様に確からしいか否か」は常に気にしなければいけない。例えば、画鋲を振るという試行では、根元事象は、上を向いた、下を向いたであるが、この2つは明らかに非対称であり、統計的確率を求めるのが最も易しいといえる（大数の法則を参照）。
逆に言えば、対称性が認められる事象たちは確率が等しい。例えば、コインの表裏、サイコロの出た目などである。コインやサイコロの歪みが無視できない場合はやはり統計的確率を求めたりすることになる。

### 標本空間が可算集合
所与の時間内での生起回数を集めたものは、標本空間が可算集合となる例である。

## 多重標本空間
多くの試行において、試行者がどのような結果に注目するかに応じて、複数の異なる標本空間が想定できる。例えば、標準的なトランプ（カードが52枚）から1枚カードを引くとき、標本空間として番号がいくつであるかを表す (1-13) を考えることもできるし、スート（クラブ・ダイヤ・ハート・スペード）が何かを表すを考えることもできる。しかし、結果をより細かく記述しようと思えば、ランクとスートの両方を特定して個々のカードが指定できるように、ランクの空間とスートの空間の直積集合として標本空間を構成すればよい（この直積空間は同様に確からしい52の結果を含む）。あるいはもっと別の標本空間を考えてもよいのであって、例えばシャッフルするときに反転するカードを考えたいならば標本空間は {正位置, 逆位置} を取ればよい。

### 単純無作為標本
統計学において、母集団の特徴を推計するために、個々の特徴に関する標本を調べる。標本が母集団の真の特徴について偏りのない評価を表すようにするために、統計学者は単純無作為標本—つまり、それに属する個々の対象が母集団に同様に確からしく含まれるような標本—を調べることをしばしば求める:274–275。その結果、標本に対して選ばれた個々の対象の任意の組み合わせが、やはり同様に確からしくなる。